# مایکل برنان (بازیکن هاکی روی چمن)
مایکل برنان (انگلیسی: Michael Brennan؛ زادهٔ ۱۵ اکتبر ۱۹۷۵) بازیکن هاکی روی چمن اهل کشور استرالیا بود.